# Castell de Claramunt (Tremp)
El Castell de Claramunt (o Despoblat de Claramunt) és un castell medieval, d'època romànica, del poble de Claramunt, situat a l'extrem sud-est del poble. Pertany a l'antic terme de Fígols de Tremp, actualment del de Tremp.
Només se'n conserven fragments de torres i muralles.